# Goodooga
Goodooga is een plaats in de Australische deelstaat New South Wales en telt 265 inwoners (2006).